# Ozenx-Montestrucq
Ozenx-Montestrucq är en kommun i departementet Pyrénées-Atlantiques i regionen Nouvelle-Aquitaine i sydvästra Frankrike. Kommunen ligger i kantonen Lagor som tillhör arrondissementet Pau. År 2022 hade Ozenx-Montestrucq 378 invånare.

## Befolkningsutveckling
Antalet invånare i kommunen Ozenx-Montestrucq
| Referens: INSEE |